# Wędrowny sztukmistrz
Wędrowny sztukmistrz – nieukończony poemat Cypriana Kamila Norwida z 1855 roku.

## O poemacie
W 1855, w kilka miesięcy po powrocie z Ameryki, Norwid dwukrotnie pisał w listach do znajomych o swoich podróżach, że wędrował jak prawdziwy artysta, podpierając się złamkiem ołówka. W roku tym Norwid zaprzyjaźnił się z Teofilem Lenartowiczem, który pod koniec roku przeniósł się z Paryża do Włoch. Norwid podarował mu nieukończony poemat bez tytułu. Po śmierci Lenartowicza jego papiery odziedziczył siostrzeniec poety, Stanisław Leszczyński, który przekazał większą ich część Ignacemu Chrzanowskiemu. Ten w 1912 przekazał papiery do Biblioteki Polskiej Akademii Umiejętności. W zbiorach biblioteki odnalazł rękopis poematu Jan Czubek i udostępnił go Zenonowi Przesmyckiemu, umożliwiając mu wydanie utworu w pierwszym zeszycie Myśli Polskiej z 1915. Tytuł Wędrowny sztukmistrz nadał poematowi Przesmycki.
Pisząc o poemacie kilkanaście lat później Przesmycki zachwycał się pomysłem przedstawienia przeglądu sztuk od malarstwa przez rzeźbę do architektury przez artystę, który łączył w sobie trzy natury: malarza, rzeźbiarza i poety, dzięki czemu jego wyczucie elementów malarskich zostaje oddane słowem normalnie dla malarza niedostępnym.

## Treść
Wędrowny sztukmistrz, kiedy wyszedł za rodzinną bramę, młody i całym sobą wyprzedzony napotkał dwie niewiasty wyplatające dwie korony z chabru, jakby wieńce z błękitnych płomieni gwiazd. I zaczął z nimi rozmowę o tym co lazurowe: czystej wodzie, płaszczu Matki Boskiej, oku bez łzy, niebie bez chmur. Jedna z kobiet zamilkła i pracowała dalej, a druga tak się rozwinęła i rozpromieniła blaskiem złotym, że żółtość weszła między nie ze słońca i z zazdrości. I przybył nowy kolor wiosennej zieloności, zrodzony z błękitnego i żółtego. Tak się nad nimi tkała tęcza, a oni o niej nie wiedzieli. Skoro myśl pierwszej z sióstr wybłysła cała, uszczknęła mak czerwony i wplotła go we włosy siostry. Zaniepokoiło to bławaty i stał się wonny powiew fiołkowy ze zmieszania tych kolorów. I przeszło jedno życia malowanie gdzieś na chór wiecznego kościoła. Pozostanie tam albo, gdy się ta rozmowa czymś więcej stanie, powróci na ziemię i zaciąży sumieniu, dopóki przez cierpienie nie dostroi się do tęczy. I pomyślał sztukmistrz o kolorycie modlitw, które w światłość lecą, a czasem zaświecą dziwnie na grobie, tak że wchodząc pod sklepienie stąpasz ciszej, by nie przeszkadzać posągowi.
Sztukmistrz wędrując pod sklepieniem lipowej alei natyka się na żebraka z poskręcanymi chorobą nogami. Przekonuje go, że mijający go ludzie, ci idący do pracy, jak i ci wracający z zabawy, trudzą się dla jego dobra. Jedni zarobią pieniądze, którymi się z nim podzielą, drudzy znudzeni zabawą, pomyślą o jego cierpieniu. Żebrak zamiast wymuszać litość zaczyna ją znosić z pogodnym czołem i spotyka się z hojnością mijających go przechodniów. Wraca do domu szczęśliwy. Artysta rozmyśla o greckiej rzeźbie wznoszonej na grobie, gdy życie się już dopełniło, w białej, milczącej postaci, oddającej zakreślony kształt bytu w jego najwyższej realizacji, który zaczyna przekwitać. Słowem o posągu wszech-człowieka. Zrozumiał, że śmierć musi mieć w sobie i odgadł czym jest przydrożny kaleka i ci co dają mu jałmużnę, myśląc o grobie, zanim wszyscy spojrzą na rzecz jedną - główną.
Wreszcie wszedł Sztukmistrz do miasta przedzielonego na pół szeroką ulicą, zapatrzonego w światło i blask swych kościołów i pałaców. Gdzie przedmieścia słabiej oświetlone i luźniej zabudowane są już tylko cieniem centrum. Aż trafia się na rozrzucone głazy i ciemność cmentarzy, gdzie się w siebie wgląda. Artysta widział pałace zamienione w muzea, więzienia inkwizycji w gmachy policji lub fabryki. I rozległy plac z arkadami, gdzie można usiąść, napić się i podziwiać posągi bohaterów. I pomyślał o architekturze. (Tu tekst się urywa).